# مارك بوسنيتش
مارك بوسنيتش (بالإنجليزية: Mark Bosnich)‏، من مواليد 13 يناير 1972 في فايرفيلد في نيو ساوث ويلز في أستراليا، لاعب كرة قدم أسترالي معتزل، ويلعب كحارس مرمى.
بدأ بوسنيتش مسيرت الاحترافية مع نادي مانشستر يونايتد في موسم 1989/1990، ولكنه في عام 1992 انتقل إلى نادي إستون فيلا، ولعب لهم لمدة سبع سنوات وشارك خلالها في 179 مباراة، وفي عام 1999 عاد إلى نادي مانشستر يونايتد ولعب لهم حتى عام 2001، بعدها انتقل إلى نادي تشيلسي، ولعب لهم لمدة سنتين ثم اعتزل كرة القدم.
و قد شارك بوسنيتش في منتخب أستراليا لكرة القدم، ولعب لهم منذ عام 1989 وحتى عام 1997، وقد أختير في عام 1997 كأحسن لاعب في قارة أستراليا، وقد لعب مع منتخب أستراليا لكرة القدم 22 مباراة وسجل فيها هدف واحد.
- Information on player

## روابط خارجية
- مارك بوسنيتش على موقع IMDb (الإنجليزية)
- مارك بوسنيتش على موقع الاتحاد الدولي (مؤرشف)  (الإنجليزية)
- مارك بوسنيتش على موقع الاتحاد الأوربي (الإنجليزية)
- مارك بوسنيتش على موقع قاعدة بيانات كرة القدم.إي يو (الإنجليزية)
- مارك بوسنيتش على موقع ناشيونال فوتبول تيمز (الإنجليزية)
- مارك بوسنيتش على موقع Soccerbase.com (لاعب) (الإنجليزية)
- مارك بوسنيتش على موقع عالم كرة القدم.نت (الإنجليزية)
- مارك بوسنيتش على موقع أوليمبيديا (الإنجليزية)
- مارك بوسنيتش على موقع اللجنة الأولمبية الأسترالية (الإنجليزية)